# Denise Betsema
Denise Betsema (Oudeschild, 23 gennaio 1993) è una ciclocrossista olandese che gareggia per il team Pauwels Sauzen-Bingoal. In carriera ha vinto il bronzo mondiale nel 2021 e il bronzo europeo nel 2018, concludendo inoltre per due volte sul podio la classifica finale di Coppa del mondo (terza nel 2020-2021, seconda nel 2021-2022).
Ha subito una squalifica di sei mesi, dal 5 aprile al 4 ottobre 2019 e retroattiva fino al 27 gennaio 2019, a causa di due positività a steroidi anabolizzanti riscontrate al termine del GP Adrie van der Poel del 27 gennaio 2019, e del Nordzeecross del 16 febbraio seguente; i risultati da lei ottenuti dal 27 gennaio al 5 aprile 2019 (tra cui il quarto posto ai campionati del mondo 2019) sono stati annullati.

## Palmarès
- 2018-2019 (Marlux-Bingoal, dieci vittorie)

Grand Prix Poprad (Poprad)
Cyclo-cross International de la Solidarité (Lutterbach)
Cyclocross d'Aigle, 2ª prova EKZ CrossTour (Aigle)
Grote Prijs Neerpelt, 1ª prova Soudal Classics (Neerpelt)
Radquer Hittnau, 3ª prova EKZ CrossTour (Hittnau)
Ambiancecross (Wachtebeke)
Duinencross, 5ª prova Coppa del mondo (Koksijde)
Radquer Eschenbach, 4ª prova EKZ CrossTour (Eschenbach)
Scheldecross, 4ª prova Sack Zelfbouw Ladies Trophy (Anversa)
Cyclocross Otegem (Otegem)
Parkcross, 7ª prova Brico Cross (Maldegem)
Nordzeecross, 8ª prova Superprestige (Middelkerke)
Vestingcross, 8ª prova Brico Cross (Hulst)
Grote Prijs Leuven, 6ª prova Soudal Classics (Lovanio)
Internationale Sluitingsprijs (Oostmalle)
- 2019-2020 (Pauwels Sauzen-Bingoal, una vittoria)

Grote Prijs Leuven (Lovanio)
- 2020-2021 (Pauwels Sauzen-Bingoal, otto vittorie)

Be-Mine Cross, 3ª prova Ethias Cross (Beringen)
Radquer Bern, 2ª prova EKZ CrossTour (Berna)
Scheldecross, 3ª prova X2O Badkamers Trofee (Anversa)
Vestingcross, 4ª prova Coppa del mondo (Hulst)
Nordzeecross, 8ª prova Superprestige (Middelkerke)
Meetjeslandcross, 7ª prova Ethias Cross (Eeklo)
Waaslandcross, 8ª prova Ethias Cross (Sint-Niklaas)
Internationale Sluitingsprijs (Oostmalle)
- 2021-2022 (Pauwels Sauzen-Bingoal, cinque vittorie)

Rapencross, 1ª prova Ethias Cross (Lokeren)
Versluys Cyclocross, 3ª prova Ethias Cross (Bredene)
Cyclocross Ruddervoorde, 2ª prova Superprestige (Ruddervoorde)
Cyclocross Zonhoven, 4ª prova Coppa del mondo (Zonhoven)
Brussels Universities Cyclocross, 8ª prova X2O Badkamers Trofee (Bruxelles)
- 2022-2023 (Pauwels Sauzen-Bingoal, due vittorie)

Cyclocross Ruddervoorde, 1ª prova Superprestige (Ruddervoorde)
Kasteelcross, 7ª prova Exact Cross (Zonnebeke)

### Altri successi
- 2018-2019 (Marlux-Bingoal)

Classifica finale EKZ CrossTour

## Piazzamenti

### Competizioni mondiali
- Campionati del mondo

Bogense 2019 - Elite: 4ª
Ostenda 2021 - Elite: 3ª
Fayetteville 2022 - Elite: non partita
Hoogerheide 2023 - Elite: 8ª

### Competizioni europee
- Campionati europei

Tábor 2017 - Elite: 9ª
Rosmalen 2018 - Elite: 3ª
Rosmalen 2020 - Elite: 4ª
Drenthe-Col du VAM 2021 - Elite: 5ª
Namur 2022 - Elite: 4ª